# Marie Sophie i Bayern
Titulær hertuginde Marie Sophie Amalie i Bayern (født 4. oktober 1841 i Possenhofen, død 19. januar 1925 i München) af huset Wittelsbach var datter af titulær hertug i Bayern Maximilian Joseph og prinsesse Ludovika Wilhelmine, hertuginde i Bayern. Marie Sophie var dronning af Begge Sicilier fra 1859 til 1861 gennem sit ægteskab med kong Frans 2. af Begge Sicilier.